# Harkha Bai

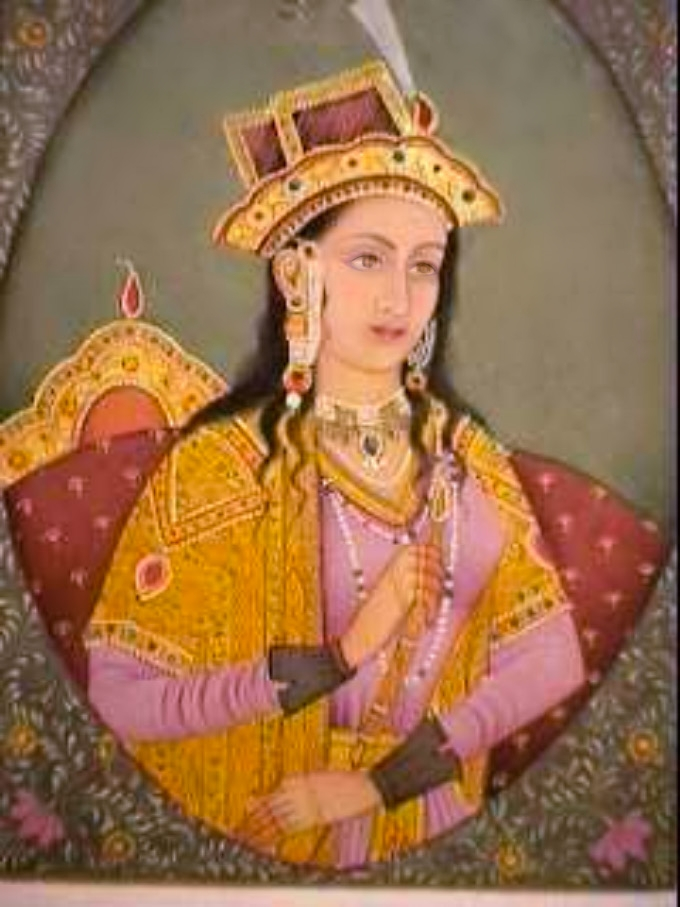
Harkha Bai

Harkha Bai, Mariam uz Zamani, Hira Kunwari of Jodha Bai (rond 1542 - Agra, 19 mei 1623) was een vrouw van de Mogolkeizer Akbar en de moeder van zijn opvolger, keizer Jahangir. Ze was een dochter van de Rajputheerser van Amber, Bihari Mal. In 1562 werd ze om politieke redenen aan Akbar uitgehuwelijkt, maar ze was diens favoriete vrouw.
Akbar gaf Harkha Bai de naam "Mariam uz Zamani" - "de Maria van deze tijd" - bij haar huwelijk. Welke naam ze bij haar geboorte kreeg is onbekend. In latere historische bronnen komt ze onder verschillende namen voor: Harika, Harkha, Jiya, Maanmati, of Shahi. In de kronieken van het Mogolhof, zoals de Tuzk-e-Jahangiri, de autobiografie van Jehangir, wordt ze Mariam us Zamani genoemd. De naam "Jodhaa Bai" komt in contemporaine bronnen niet voor. Het is waarschijnlijk een vergissing afkomstig uit het werk van de 19e-eeuwse Britse oriëntalist James Tod.
Akbar dwong haar niet zich tot de islam te bekeren, zoals gebruikelijk onder islamitische vorsten wanneer ze hindoeïstische prinsessen huwden. In plaats daarvan liet hij haar vrij haar godsdienst uitoefenen in het keizerlijke paleis te Agra. Soms nam Akbar zelf ook deel aan haar verering van Krishna. Mede dankzij deze ervaring groeide zijn interesse in het hindoeïsme, de religie van het overgrote deel van zijn onderdanen. Dit leidde hem er toe een beleid van godsdienstvrijheid te voeren.
De keizer was toen al achter in de twintig en bezorgd dat er geen opvolger geboren zou worden. Om goddelijke interventie te verkrijgen maakte Akbar een pelgrimstocht naar het dorpje Sikri om de soefi Salim Chishti te raadplegen. De soefi voorspelde hem de geboorte van drie zoons. Enige tijd later bleek Harkha Bai zwanger te zijn. Ze beviel in 1569 van een zoon, die naar de soefi Salim werd genoemd. Akbar verplaatste daarop zijn hoofdstad naar Sikri, dat vanaf dan "Fatehpur Sikri" genoemd werd.
Zowel tijdens de regering van Akbar als die van haar zoon Jehangir (de door Salim aangenomen regeringsnaam) had Harkha Bai een vooraanstaande positie aan het hof. Ze had als enige vrouw het recht keizerlijke bevelen uit te vaardigen (dit recht werd later in de 17e eeuw ook aan Nur Jahan en Mumtaz Mahal verleend). Ze bedreef een rederij en dreef handel in zijde en specerijen. Daardoor was ze financieel onafhankelijk. In 1613 leidde haar onderneming tot een korte oorlog met de Portugezen. Portugese kapers kaapten een schip van haar rederij, met aan boord lading en islamitische pelgrims op reis naar Mekka. Jehangir beviel daarop de inname van de Portugese kolonie Daman.
Toen Harkha Bai in 1623 stierf werd zij niet, zoals bij hindoes gebruikelijk, gecremeerd, maar in een eigen mausoleum begraven. De kleine tombe bevindt zich ongeveer op een kilometer afstand van Akbars mausoleum in Sikandra.
Harkha Bais huwelijk met Akbar werd in 2008 sterk geromantiseerd verfilmd met de film Jodhaa-Akbar van regisseur en producent Ashutosh Gowariker.